# Antônio Mafra
Antônio Mário Mafra (Maceió, 5 de junho de 1916 — Maceió, 27 de setembro de 1983) foi um político brasileiro. Exerceu o mandato de deputado federal constituinte pela Paraíba em 1946.